# Ross Taylor
Ross Croft Taylor (26. dubna 1902, Toronto, Ontario – 3. května 1984) byl kanadský hokejový obránce.
V roce 1928 byl členem Kanadského hokejové týmu, který získal zlatou medaili na zimních olympijských hrách.